# Magdolnanegyed
A Magdolnanegyed Budapest VIII. kerületének (Józsefváros) egyik városrésze.

## Fekvése
A városrész területét a 94/2012. (XII. 27.) Főv. Kgy. rendelet a közterület- és városrésznevek megállapításáról, azok jelöléséről, valamint a házszám-megállapítás szabályairól jelöli ki. Ennek értelmében a városrész határai a következők:
- Koszorú utca
- Mátyás tér nyugati oldala
- Nagy Fuvaros utca
- Népszínház utca
- Teleki László tér északnyugati oldala
- Fiumei út
- Baross utca
- a Kálvária tér keleti, déli és nyugati oldala